# Sogerianthe sessiliflora
Sogerianthe sessiliflora är en tvåhjärtbladig växtart som först beskrevs av Danser, och fick sitt nu gällande namn av Danser. Sogerianthe sessiliflora ingår i släktet Sogerianthe och familjen Loranthaceae. Inga underarter finns listade i Catalogue of Life.